# Озеро Куїцео
19°56′00″ пн. ш. 101°05′00″ зх. д. / 19.933333333333° пн. ш. 101.08333333333° зх. д.
Озеро Куїцео (ісп. [kwitˈseo] ⓘ) — озеро в центральній частині Мексики, у штаті Мічоакан. Його площа становить 300–400 км² (120–150 кв. миль). Озеро астатичне, тобто об'єм і рівень води в озері часто коливаються. Це друге за величиною прісноводне озеро в Мексиці.
Озеро Куїцео розташоване в безводному басейні, який не стікає в море, хоча в доісторичні часи озеро цілком могло переповнюватися в періоди підвищеного притоку, оскільки найнижча точка на його краю знаходиться лише на 10–20 метрів вище поточної максимальної висоти поверхні озера. Басейн має площу 4026 км² (1554 кв. милі), розташований переважно в Мічоакані, а північна частина басейну — у штаті Гуанахуато. Столиця Мічоакана, Морелія, розташована в басейні Куїцео на південь від озера. Басейн річки Лерма розташований на сході та півночі, а басейн річки Бальсас — на півдні, розділений горами Трансмексиканського вулканічного поясу. Безводний басейн озера Пацкуаро розташований на заході.